# Stazione di Santo Stefano di Camastra-Mistretta
La stazione di Santo Stefano di Camastra-Mistretta è una stazione ferroviaria posta sulla linea Palermo-Messina, a servizio dei comuni di Santo Stefano di Camastra e Mistretta.

## Storia
La stazione doveva diventare di diramazione per la linea  a scartamento ridotto Santo Stefano di Camastra-Reitano-Mistretta che fu in minima parte costruita e mai utilizzata.